# سيم دانيال أبراهام
سيم دانيال أبراهام (بالإنجليزية: S. Daniel Abraham) هو شخصية أعمال أمريكي، ولد في 15 أغسطس 1924 في لونغ بيتش في الولايات المتحدة.